# Serraca griseonigra
Serraca griseonigra là một loài bướm đêm trong họ Geometridae.